# Doris Browne
Doris Browne was een Amerikaanse zangeres.

## Carrière
Doris Browne trad rond 1949/1950 als zangeres op tijdens de wekelijkse een uur durende show Parisian Tailor Kiddie Hour bij WPEN-AM in Philadelphia. In 1953 wilde het label, om Browne te promoten, graag de single Please Believe Me / Oh Baby uitbrengen. Ze werd daarbij ondersteund door Doc Bagby. Deze hielp haar ook bij de single Until The End Of Time / Why Don't You Love Me Now, Now, Now? en de opname van The Game Of Love / My Cherie, alles uitgebracht bij Gotham Records. De single Until The End Of Time / Why Don't You Love Me Now werd heruitgebracht door Collectables Records, dit keer echter toegeschreven aan Doris Browne & the Capris. Gotham Records had ook een eigen groep Capris, die hun debuutsingle God Only Knows / That's What You're Doing To Me wilden uitbrengen in 1954. Ze hadden ook de singles It Was Moonglow / Too Poor To Love en It's A Miracle / Let's Linger A While uitgebracht bij Gotham Records.
- Library of Congress Control Number: no2010139891
- MusicBrainz: daf470ce-ae0e-4b98-a26a-8aad38fff572
- Virtual International Authority File: 149346638
- WorldCat: E39PCjFQDXwFkrD9kmjT3JbVQ3